# Maiacetus inuus
Il maiaceto (Maiacetus inuus) è un cetaceo estinto, vissuto nell'Eocene medio (circa 47 milioni di anni fa). I suoi resti sono stati rinvenuti in Pakistan.

## Descrizione
Lungo circa due metri e mezzo, il maiaceto conservava ancora alcuni tratti fisici dell'antenato Ambulocetus, rappresentando perfettamente il classico cetaceo primitivo; era dotato di numerose caratteristiche che mostrano l'origine di questo gruppo a partire da mammiferi terrestri. Le zampe, ad esempio, erano ancora dotate dell'articolazione tipica degli artiodattili, con metatarsi allungati, mentre il corpo non aveva ancora assunto la forma idrodinamica dei cetacei. Il cranio, invece, era già allungato e la dentatura si era già modificata per una dieta carnivora.

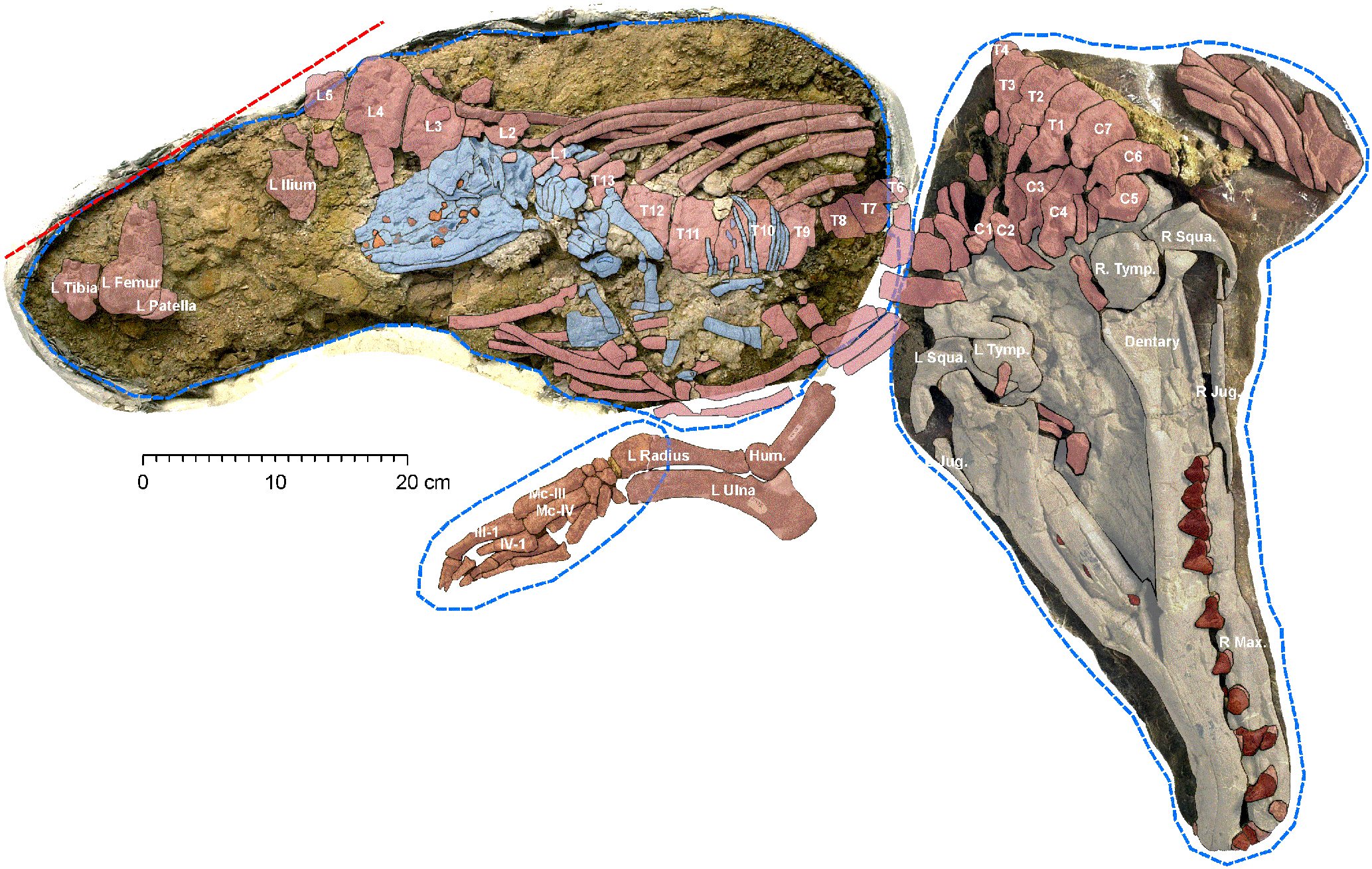
Fossile di Maiacetus, adulto e feto

## Fossili
Il fossile su cui si basa questa specie è quello di un esemplare di femmina incinta: i resti si sono conservati con tanto di feto quasi completamente sviluppato. Uno scheletro più completo è stato ritrovato qualche centinaio di metri più in là ed è ritenuto appartenere a un maschio, a causa di alcune differenze nella taglia e nelle proporzioni della pelvi. La posizione del feto indica che il maiaceto (il cui nome significa “cetaceo mamma”) dava alla luce i suoi piccoli facendoli uscire dall'utero dalla parte della testa, e quasi certamente sulla terraferma (al contrario dei cetacei odierni, i cui piccoli escono dalla parte della coda per ridurre il rischio di annegamento).

## Stile di vita
Il maiaceto era un rappresentante primitivo dei protocetidi, un gruppo di cetacei arcaici ancora parzialmente legati all'ambiente terrestre. Questo animale, in particolare, possedeva zampe ancora adatte a muoversi sulla terraferma. In ogni caso, gran parte della vita del maiaceto era passata in acqua, dove l'animale poteva cacciare i pesci e muoversi più agevolmente.